# Poulaine

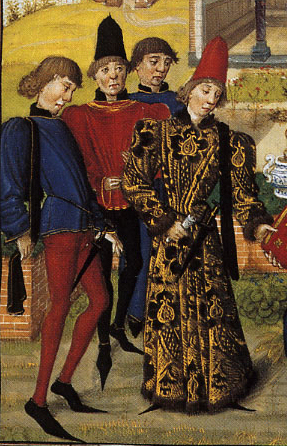
Uomini con i piedi calzati da poulaine - frontespizio de Lannoy, Guillebert : de (ca. 1470)L'Instruction d'un jeune prince.

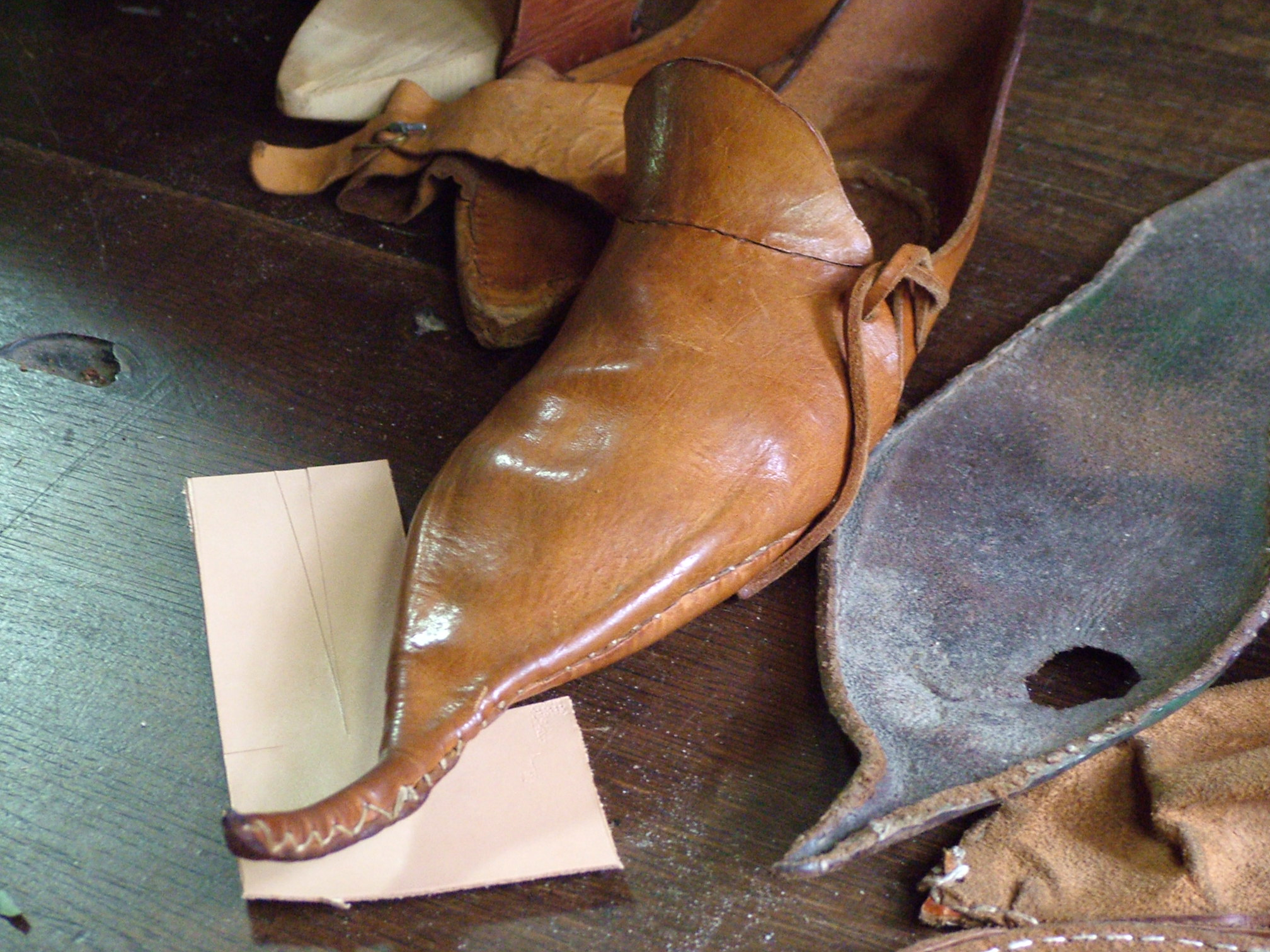
Replica di poulaine per rievocazione storica.

La poulaine fu un tipo di scarpa molto in voga tra la nobiltà europea nel corso del XV secolo. Realizzata in cuoio, aveva nell'insieme la forma di una babbuccia e la peculiare caratteristica di una punta imbottita estremamente lunga, anche più della scarpa medesima.
Capo unisex, aveva la punta più accentuata nei modelli maschili. Pare che sia stata inventata a Cracovia, allora capitale del Regno di Polonia, alla fine del XIV secolo, da cui il nome "scarpa di Cracovia" (crackowes, in lingua inglese). Come altri capi d'abbigliamento tipici dell'ambito culturale tardo gotico, ebbe larga diffusione presso il Ducato di Borgogna che ne veicolò l'uso presso le altre grandi corti della cristianità.

## Storia
La poulaine fu solo uno dei molti capi di abbigliamento di sapore orientaleggiante che trovò larga diffusione presso le alte classi sociali nel Tardo Medioevo. Venne quasi certamente sviluppata nel Regno di Polonia, da cui il nome "scarpa polacca" o "scarpa di Cracovia" in lingua francese (soulier de poulaine) ed in lingua inglese (crackowes). Presso i polacchi, questa tipologia di scarpa è nota come ciżma (it. ciabatta) e si presenta quale uno dei numerosi rimandi alla moda orientale tipici del Sarmatismo che caratterizzò la cultura degli szlachta (it. "nobili") ai primordi dell'Età Moderna. Come la maggior parte delle mode estetiche tardo-gotiche, la poulaine venne fruttuosamente veicolata in Europa dalla corte dei duchi di Borgogna. L'uso di questa particolare tipologia di scarpa restò però tipico dell'Europa continentale e mediterranea, non dei paesi nordici: dati archeologici contemporanei dimostrano che la poulaine ebbe scarsissima diffusione nel Regno di Svezia e nelle Fiandre.
Come per altre stravaganze della moda medievale, anche l'uso della poulaine venne fatta oggetto di misure restrittive da parte delle autorità laiche e religiose.
L'incredibile diffusione dell poulaine spinse in favore di un loro adattamento all'ambito bellico. Gli armorari tardo-gotici dovettero infatti modificare la scarpa d'arme delle armature a piastre secondo il modello della "scarpa puntuta" francese, producendo ingombranti scarpe a lamine d'acciaio dai lunghi spuntoni.
Sconfitti dai turchi ottomani nella Battaglia di Nicopoli (1396), i crociati francesi dovettero mozzare l'ingombrante punta delle loro poulaine per riuscire a fuggire dal campo.

## Costruzione
La poulaine era in pratica una babbuccia con suola priva di tacco, la cui altezza non arrivava alla caviglia. La caratteristica peculiare della scarpa era la punta incredibilmente lunga. Veniva tenuta in posizione grazie ad un'"anima" composta da un fanone assicurato ad una stringa che andava a chiudersi poco sotto il ginocchio dell'utente.
Veniva solitamente realizzata in velluto, più raramente in cuoio, e, per un'utenza facoltosa, abbellita dalla sovrapposizione di gioielli, filo d'oro, ecc. In linea con il gusto per gli abbinamenti di colori vivaci tipici della moda tardo-gotica, la poulaine calzata sul piede sinistro era di colore diverso rispetto a quella calzata sul piede destro, solitamente con un voluto chiasmo con i colori delle calze sovrastanti.